# Eduard van Hoogwoud
Eduard van Hoogwoud (ca.1400 - Den Haag, 20 maart 1458) was heer van Hoogwoud, Aartswoud en baljuw van Holland. Zijn naam komt in vele variaties voor in diverse aktes en documenten, als Evert, Everhard, Edewairt of Eduwaert en als van Hoechtwoude of Hoochtwoude en ook Eduard de Bastaard of Eduard van Holland.

## Levensloop
Eduard was een bastaardzoon van graaf Willem VI van Holland en een halfbroer van Jacoba van Beieren. Op 12 februari 1429 kreeg hij het leen- en vruchtgebruik van de heerlijkheid Hoogwoud, Aardswoud en omgeving. Eduard of zijn zoon Anthonie bouwde het Huis te Hoogwoud.
Eduard had een aandeel in Jacoba's veldtocht, tijdens de Hoekse en Kabeljauwse twisten en was van de partij bij het beleg van Haarlem en daarna bij de tweede slag bij Alphen waarna hij tot ridder werd verheven in 1426. Eduard verbleef zelden in Hoogwoud, dit omdat hij baljuw van Den Haag was en raad in het Hof van Holland. Hij overleed er wel in 1458 en werd begraven in de Grote of Sint-Jacobskerk aldaar. Hij was gehuwd met Jutta van Kijfhoek, een dochter van Floris van Kijfhoek, heer van Hendrik-Ido-Ambacht en van Gillisje van der Lecke (1430-).
Ze kregen zes kinderen onder wie:
- Anthonie van Hoogwoud, opvolger. Hij vocht in 1472 mee in het beleg van Beauvais.
- Margriet van Hoogwoud, had een buitenechtelijke relatie met Willem IV van Egmont[3]

Na het overlijden van zijn vrouw Jutta huwde Eduard nog met Alijda van Swieten, dochter van Boudewijn van Swieten en Lutgard van Nijenrode, uit dit huwelijk kwamen geen kinderen voort. Eduard van Hoogwoud staat afgebeeld op het schilderij “Memorietafel van Boudewijn van Swieten en zijn geslacht” uit 1552, dat zich bevindt in Museum De Lakenhal in Leiden. Op het schilderij staat over hem vermeldt:
Anno MIlIIcLXVIII den XX dach maert

starf heer Evert, ridder, heer van

Hooghwoudt, bastaert van hartoge

Willem van Beyeren, grave van

Hollant, begraven in den Hage

in de Groote Kerck

### Stadsrecht Hoogwoud
In 1414 verkreeg Hougwoud haar eerste stadsrechten, maar omdat bestuurders tijdens de Hoekse en Kabeljauwse twisten vaak de verkeerde keuzes maakte werden de stadsrechten in 1429 weer ingetrokken. Hetzelfde jaar werd Eduard aangesteld als heer en baljuw van Hoogwoud en Aardswoud. Het duurde circa twintig jaar voordat Eduard zelf op 29 maart 1449/1450 opnieuw stadsrechten verleent aan Hoogwoud. Er werden tussen 1453 en 1456 nog aanvullingen vergeven als uitbreiding van het stadsrecht door Eduard.

## Referenties

Wapen van Hoogwoud